# Leigh Howard
Leigh Howard (Geelong, 18 ottobre 1989) è un ciclista su strada e pistard australiano. Su pista ha vinto cinque titoli mondiali, due nell'americana, uno nell'omnium e due nell'inseguimento a squadre, una medaglia d'oro ai Giochi del Commonwealth e diverse prove di Coppa del mondo. Su strada è stato professionista dal 2010 al 2019, con caratteristiche di velocista.

## Palmarès

### Pista
- 2006 (Juniores)

Campionati australiani, Scratch Juniores
Campionati australiani, Inseguimento a squadre Juniores
Campionati australiani, Corsa a punti Juniores
- 2007 (Juniores)

Campionati australiani, Inseguimento individuale Juniores
Campionati australiani, Chilometro Juniores
Campionati australiani, Omnium Juniores
Campionati del mondo, Inseguimento a squadre Juniores
UIV Cup Amsterdam Under-23 (con Miles Olman)
Tre giorni di Dortmund Under-23 (con Miles Olman)
- 2008 (Team Toshiba)

Campionati australiani, Americana (con Glenn O'Shea)
Campionati australiani, Inseguimento a squadre (con Sean Finning, James Langedyk e Glenn O'Shea)
Campionati australiani, Scratch
UIV Cup Amsterdam Under-23 (con Glenn O'Shea)
UIV Cup München Under-23 (con Glenn O'Shea)
- 2009 (Team Toshiba)

4ª prova Coppa del mondo 2008-2009, Inseguimento a squadre (Pechino, con Rohan Dennis, Mark Jamieson e Glenn O'Shea)
4ª prova Coppa del mondo 2008-2009, Americana (Pechino, con Glenn O'Shea)
Campionati del mondo, Omnium
- 2010

4ª prova Coppa del mondo 2009-2010, Inseguimento a squadre (Pechino, con Luke Durbridge, Michael Hepburn e Cameron Meyer)
Campionati del mondo, Americana (con Cameron Meyer)
Campionati oceaniani 2011, Inseguimento a squadre (con Jack Bobridge, Michael Hepburn e Cameron Meyer)
Campionati oceaniani 2011, Scratch
Campionati oceaniani 2011, Americana (con Cameron Meyer)
1ª prova Coppa del mondo 2010-2011, Inseguimento a squadre (Melbourne, con Jack Bobridge, Michael Hepburn e Cameron Meyer)
1ª prova Coppa del mondo 2010-2011, Americana (Melbourne, con Cameron Meyer)
- 2011

Campionati del mondo, Americana (con Cameron Meyer)
Campionati australiani 2012, Americana (con Cameron Meyer)
- 2012

Sei giorni di Berlino (con Cameron Meyer)
Campionati australiani 2013, Americana (con Kenny De Ketele)
- 2017

Campionati oceaniani, Inseguimento a squadre (con Jordan Kerby, Kelland O'Brien e Alexander Porter)
Sei giorni di Melbourne (con Cameron Scott)
- 2018

Giochi del Commonwealth, Inseguimento a squadre (con Kelland O'Brien, Alexander Porter, Sam Welsford e Jordan Kerby)
3ª prova Coppa del mondo 2018-2019, Inseguimento a squadre (Berlino, con Kelland O'Brien, Alexander Porter e Sam Welsford)
Campionati australiani, Americana (con Kelland O'Brien)
- 2019

Sei giorni di Melbourne (con Kelland O'Brien)
Campionati del mondo, Inseguimento a squadre (con Kelland O'Brien, Alexander Porter, Sam Welsford e Cameron Scott)

### Strada
- 2007 (Juniores)

1ª tappa, 2ª semitappa De Bortoli Tour
1ª tappa Tour of Tasmania
4ª tappa Tour of Tasmania
7ª tappa Tour of Tasmania
- 2008

2ª tappa Tour de Berlin
Coppa Colli Briantei Internazionale
6ª tappa Tour of Gippsland
8ª tappa Tour of Gippsland
2ª tappa Australian Cycling Grand Prix
5ª tappa Tour of the Murray River
13ª tappa Tour of the Murray River
Classifica generale Tour of the Murray River
1ª tappa Tour of Tasmania
8ª tappa Tour of Tasmania
- 2009 (Team AIS/Jayco-AIS, dodici vittorie)

1ª tappa Tour of Japan
3ª tappa Tour of Japan
7ª tappa Tour of Japan
1ª tappa Internationale Thüringen Rundfahrt
2ª tappa Tour of Gippsland
3ª tappa Tour of Gippsland
6ª tappa Tour of Gippsland
9ª tappa Tour of Gippsland
Classifica generale Tour of Gippsland
Classifica generale Okolo Slovenska
Astico-Brenta
Milano-Rapallo
- 2010 (Team HTC-Columbia, due vittorie)

4ª tappa Tour of Oman (Ibri > Nakhal)
Kampioenschap van Vlaanderen
- 2011 (HTC-Highroad, una vittoria)

5ª tappa Ster ZLM Toer (Etten-Leur)
- 2012 (Orica-GreenEDGE, una vittoria)

2ª tappa Tour of Britain (Nottingham > Knowsley Safari Park)
- 2013 (Orica-GreenEDGE, due vittorie)

Trofeo Platja de Muro
Trofeo Migjorn
- 2016 (IAM Cycling, due vittorie)

Clásica de Almería
1ª tappa Tour des Fjords (Os > Bergen)

#### Altri successi
- 2012 (Orica-GreenEDGE)

2ª tappa Eneco Tour (Sittard, cronosquadre)
- 2013 (Orica-GreenEDGE)

Profkoers Sint-Niklaas

## Piazzamenti

### Grandi Giri
- Giro d'Italia

2013: non partito (7ª tappa)
2016: non partito (15ª tappa)
- Tour de France

2016: 172º
- Vuelta a España

2011: 152º
2013: 142º

### Classiche monumento
- Milano-Sanremo

2016: 47º
- Giro delle Fiandre

2015: 117º
- Giro di Lombardia

2011: ritirato

### Competizioni mondiali
- Campionati del mondo su pista

Gand 2006 - Inseguimento a squadre Juniores: vincitore
Aguascalientes 2007 - Inseguimento a squadre Juniores: vincitore
Aguascalientes 2007 - Inseguimento individuale Juniores: 3º
Aguascalientes 2007 - Americana Juniores: 2º
Manchester 2008 - Omnium: 2º
Pruszków 2009 - Americana: 2º
Pruszków 2009 - Omnium: vincitore
Pruszków 2009 - Inseguimento a squadre: 2º
Ballerup 2010 - Americana: vincitore
Ballerup 2010 - Omnium: 2º
Ballerup 2010 - Inseguimento a squadre: vincitore
Apeldoorn 2011 - Americana: vincitore
Melbourne 2012 - Americana: 3º
Pruszków 2019 - Inseguimento squadre: vincitore
Pruszków 2019 - Americana: 4º
- Campionati del mondo su strada

Mendrisio 2009 - In linea Under-23: ritirato
- Giochi olimpici

Tokyo 2020 - Inseguimento a squadre: 3º
Tokyo 2020 - Americana: ritirato